# Arcis-le-Ponsart

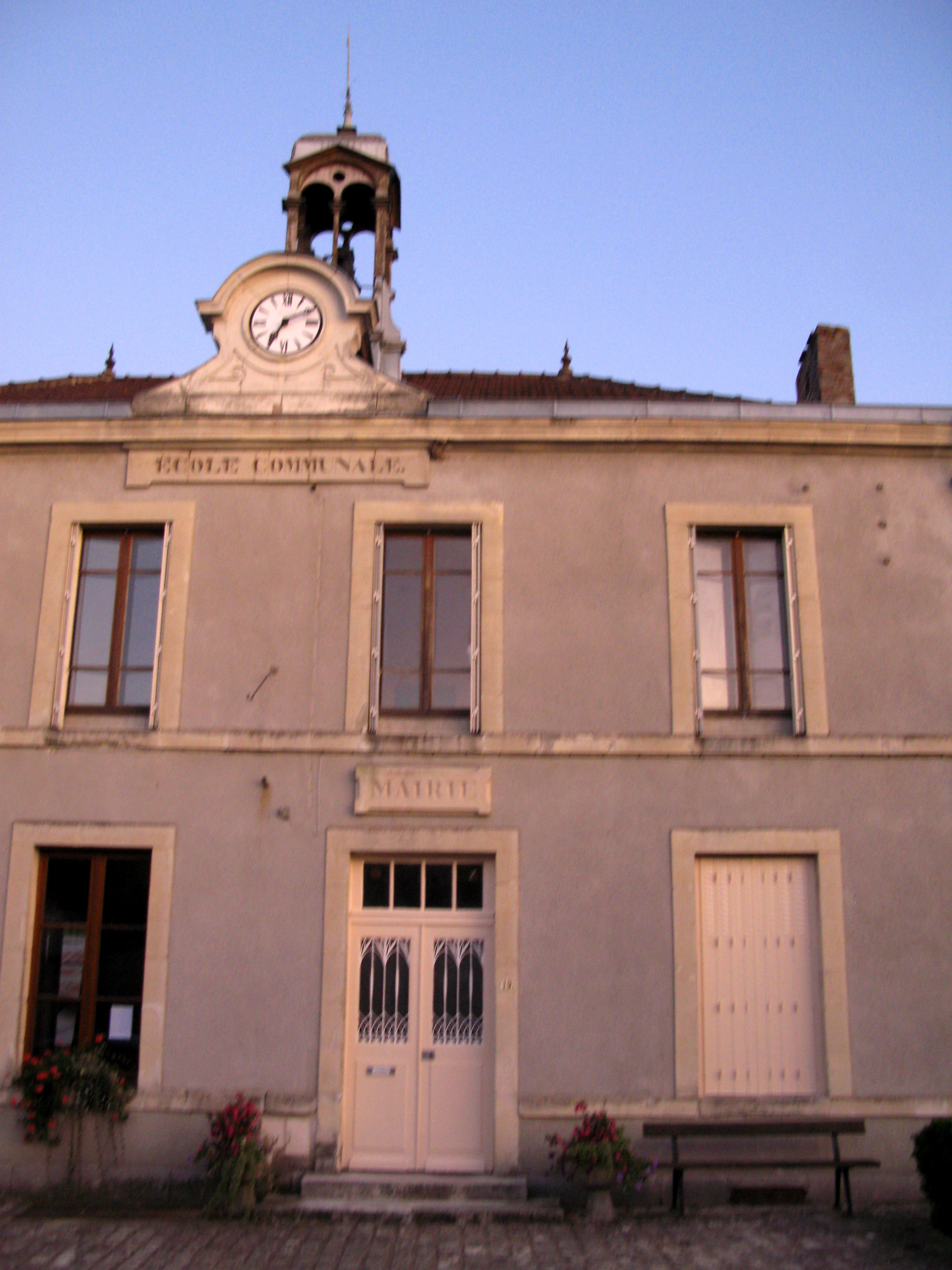
Ratusz

Arcis-le-Ponsart – miejscowość i gmina we Francji, w regionie Grand Est, w departamencie Marna.
Według danych na rok 2007 gminę zamieszkiwały 267 osób, a gęstość zaludnienia wynosiła 17 osób/km².